# Massa lêveda
Massa lêveda (em inglês:  sourdough, em francês:  levain) é a massa fermentada através de lactobacilos e leveduras presentes naturalmente no ambiente e nos grãos do cereal do qual a farinha foi feita. A massa lêveda caracteriza-se por um azedume suave que não se manifesta na maioria dos pães feitos com fermento de padeiro. Além disso, a massa lêveda possui um tempo de armazenamento superior às massas convencionais devido ao ácido lático produzido pelos lactobacilos, impedindo que outros micro-organismos se manifestem. Desta forma, os produtos alimentícios feitos a partir da massa lêveda possuem uma vida útil consideravelmente maior. O pão produzido com massa lêveda costuma ser chamado de pão de fermentação natural, pão de fermentação lenta ou pão de levain.
A produção da massa lêveda exige uma pequena quantidade de farinha e água que se deixa fermentar num local morno, sem adição de outros fermentos ou leveduras, para depois misturar com uma maior quantidade de farinha com o objetivo de preparar massa para pão. Este tipo de preparação é típico da culinária européia, como por exemplo na confecção do pumpernickel.

## Introdução
A massa lêveda é a massa fermentada pela combinação simbiótica entre lactobacilos e leveduras que se desenvolvem naturalmente na casca de grãos, frutas, vegetais e até mesmo na terra e no ar. A fermentação inicial da massa lêveda pode levar vários dias, dependendo do tipo de farinha utilizada e da temperatura ambiente. O pão feito a partir da massa lêveda demanda, também, um tempo mais longo do que aquele feito com fermentos de padaria. Por esta razão, pães confeccionados a partir da massa lêveda são conhecidos popularmente por "pães de fermentação lenta".
Existem diversos registros históricos apontando a massa lêveda e seu processo de fermentação natural como o método mais antigo de se fabricar pães. Na Enciclopédia da Microbiologia Alimentar, Michael Gaenzle escreve:
As origens da fabricação de pão são tão antigas que qualquer coisa dita sobre elas deve ser pura especulação. Um dos pães mais antigos de origem fermentada data de 3700 aC e foi escavado na Suíça, mas a origem da massa lêveda provavelmente se relaciona com a origem da agricultura no Crescente fértil vários mil anos antes ... A produção de pão baseou-se no uso de massa lêveda como agente fermentador para a maior parte da história humana; o uso de fermento de padeiro como agente de fermentação remonta a menos de 150 anosOriginal (em inglês): The origins of bread-making are so ancient that everything said about them must be pure speculation. One of the oldest sourdough breads dates from 3700 BCE and was excavated in Switzerland, but the origin of sourdough fermentation likely relates to the origin of agriculture in the Fertile Crescent several thousand years earlier ... Bread production relied on the use of sourdough as a leavening agent for most of human history; the use of baker's yeast as a leavening agent dates back less than 150 years.— Michael Gaenzle em Encyclopedia of Food Microbiology (em inglês)
A massa lêveda foi a principal forma de fermento durante a Idade Média europeia, até ser substituída pelo levedo de cerveja e, em seguida, por leveduras cultivadas com propósitos específicos. Contudo, a massa lêveda continua a desempenhar um importante papel na fabricação de pães, sendo especialmente utilizada na confecção de pães à base de centeio, com os quais outros tipos de fermento não produzem resultados satisfatórios. O pão feito exclusivamente a partir da farinha de centeio, popular no Norte da Europa, não contém glúten suficiente. A estrutura do pão de centeio é baseada principalmente no amido e outros carboidratos conhecidos como pentose. Contudo, a amilase do centeio é ativada em temperaturas substancialmente mais altas do que a amilase do trigo, fazendo com que a estrutura do pão se desintegre à medida que os amidos são quebrados durante a cozedura. O pH reduzido de um iniciador de massa lêveda, portanto, inativa as amilases quando o calor não o faz, permitindo que os carboidratos do pão se gelifiquem e se ajustem adequadamente.
As condições para o processo de fermentação tradicional garantem um alto grau de atividade metabólica desses organismos e permite a produção de pães de qualidades sensoriais superiores àqueles preparados com culturas de lactobacilos ou levedos somente. Entretanto, tomando como exemplo o Sul da Europa, onde o panetone era originalmente feito com massa lêveda, passou-se a utilizar nos últimos tempos cada vez mais o fermento de padeiro de crescimento rápido, às vezes suplementado com descansos de fermentação mais longos para permitir que alguma atividade bacteriana produza sabor.

## Bioquímica da massa lêveda
Enquanto o fermento biológico comercial contém uma única cepa de levedos da espécie Saccharomyces cerevisiae, na massa lêveda propagada continuamente predominam os micro-organismos Lactobacillus sanfranciscensis (Lactobacillus brevis subsp. lindneri), Candida milleri e Saccharomyces exiguus (forma anamórfica: Torulopsis holmii), entre outras espécies menos significativas; tais espécies de micro-organismos são encontradas no ambiente, principalmente na casca dos cereais utilizados para fabricação da farinha. Acredita-se, no entanto, que a biodiversidade de micro-organismos na massa lêveda não se altera de acordo com o ambiente. Ao invés disso, o ambiente pode impactar nas proporções entre cada espécie.
Os lactobacilos e leveduras naturais da massa lêveda se desenvolvem em uma relação simbiótica. A farinha de trigo, por exemplo, é composta basicamente por amido, {\displaystyle {\ce {(C6H10O5)_{n}}}}, a qual não pode ser utilizada em sua forma original pelas leveduras e deve ser previamente quebrada em moléculas menores de glicose ({\displaystyle {\ce {C6H12O6}}}) através da enzima amilase:
{\displaystyle {\ce {{(C6H10O5)_{n}}+nH2O->nC6H12O6}}}.
As leveduras são responsáveis por converter a glicose em etanol ({\displaystyle {\ce {C2H5OH}}}) e dióxido de carbono ({\displaystyle {\ce {CO2}}}), produzindo energia durante o processo, o qual é chamado de fermentação alcoólica:
{\displaystyle {\ce {C6H12O6 -> 2 {C2H5OH}+ 2 {CO2}+ 2{ATP}}}}
As bolhas de {\displaystyle {\ce {CO2}}} são responsáveis pelo crescimento da massa. A acidez criada pelo ácido láctico dos lactobacilos é tolerável pelos leveduras, cujo crescimento é observável em pH tão baixo quanto 3,9. Contudo, o pH ácido torna-se inóspito para outros micro-organismos, conferindo à massa lêveda uma vida útil mais longa e sem crescimento de mofo do que seria possível com pães convencionais.
Além da vida útil prolongada, outra vantagem da utilização de massa lêveda é o aumento da biodisponibilidade de alguns sais minerais, como Mg e P, devido ao pH ácido e à capacidade dos leveduras de diminuírem consideravelmente os níveis de fitato, presente em concentrações mais altas na farinha de trigo integral do que refinada. O fitato age como quelante de alguns sais minerais e, por isso, é considerado um "antinutriente" ao comprometer a disponibilidade destes no intestino.